# Glyptoscapus flaveolus
Glyptoscapus flaveolus là một loài bọ cánh cứng trong họ Cerambycidae.